# Viktor Fischer (fotbalista)
Viktor Gorridsen Fischer (* 9. června 1994 Aarhus) je bývalý dánský profesionální fotbalista, který hrával na pozici křídelníka. Svoji hráčskou kariéru ukončil v létě 2023 v belgickém klubu Royal Antwerp FC. Mezi lety 2012 a 2018 odehrál také 21 utkání v dresu dánské reprezentace, v nichž vstřelil 3 branky.

## Klubová kariéra
V Dánsku hrál v mládežnických týmech klubů Lyseng IF, Aarhus GF a FC Midtjylland. S profesionální kopanou začal v nizozemském klubu AFC Ajax v sezóně 2012/13.

## Reprezentační kariéra
Fischer nastupoval za dánské mládežnické reprezentační výběry v kategoriích od 16 let. Zúčastnil se Mistrovství Evropy hráčů do 21 let 2015 konaného v Praze, Olomouci a Uherském Hradišti, kde byli mladí Dánové vyřazeni v semifinále po porážce 1:4 ve skandinávském derby pozdějším vítězem Švédskem.
V A-týmu Dánska debutoval 14. 11. 2012 v přátelském zápase ve Istanbulu proti týmu Turecka (remíza 1:1).